# Carica alto-basso
Il carica alto-basso sono manovre mobili che servono alla regolazione dell'altezza del tangone nelle barche a vela.
L'alto viene collegato sulla parte superiore del tangone, il basso nella parte bassa. Queste manovre vengono poi rinviate in posizione tale da essere utilizzate (solitamente dal drizzista) facilmente dal pozzetto.
Utilizzando queste manovre, assieme alla scotta e al braccio, è possibile regolare la forma e la posizione dello spinnaker.